# 김창원 (1974년)
김창원(1974년 ~ )은 대한민국의 인터넷 사업가이다. 2006년 태터앤컴퍼니에 합류해 공동대표이사로 일했으며, 2008년 구글에 매각 후 구글 코리아 및 구글 본사 프로덕트 매니저로 일했다. 2012년 3월, 웹툰 서비스 타파스미디어를 설립했다.

## 약력
- 2012년: 타파스미디어 대표이사
- 2008년 ~ 2012년: 구글 프로덕트 매니저
- 2006년 ~ 2008년: 태터앤컴퍼니 공동대표이사
- 삼성전자 정보통신총괄 무선사업부 전략마케팅팀
- 넥스텔 마케팅팀
- 미시간 대학교 물리학과 졸업
- 서울대학교 생물교육과 입학